# El Tesoro
El Tesoro est une ville et une station balnéaire de l'Uruguay située dans le département de Maldonado. Sa population est de 781 habitants.

## Population
| Année | Population |
| ----- | ---------- |
| 1963  | 74         |
| 1975  | 125        |
| 1985  | 300        |
| 1996  | 595        |
| 2004  | 781        |

,